# Gay & Lesbian Kingdom of the Coral Sea Islands

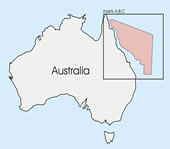
Karte des beanspruchten Königreichs

Das Schwul-lesbische Königreich der Korallenmeerinseln (englisch Gay and Lesbian Kingdom of the Coral Sea Islands) war von 2004 bis 2017 eine Mikronation vor der Küste des australischen Bundesstaats Queensland. Sie entstand aus Protest gegen die Entscheidung des australischen Parlaments, gleichgeschlechtliche Ehen abzulehnen. Die Inseln des Korallenmeeres sind nun wieder unbewohnt.
Die „Sezession“ erfolgte am 14. Juni 2004. Dale Parker Anderson wurde zum Kaiser Dale I. ausgerufen.
Das Gay and Lesbian Kingdom wird als eine Erscheinung des Queer Nationalism eingestuft. Es wurde von keinem Staat anerkannt. Das Königreich, das den Euro zur Währung erhoben hatte, gab seit dem 1. Januar 2006 Briefmarken heraus. Zur Nationalhymne wurde das Lied I Am What I Am von Gloria Gaynor bestimmt.

## Auslöser für die Gründung
Die Initiative zur Gründung der schwul-lesbischen Königreichs ging während des Brisbane Gay and Lesbian Pride Festivals 2003 von Matthew Briggs aus. Aktivisten sahen ihr Recht auf Gleichbehandlung durch den Plan der Regierung gefährdet, ausländische Ehen gleichgeschlechtlicher Paare in Australien nicht anzuerkennen.
Basierend auf dem Bereicherungsrecht (“If something is unjustly taken compensation must be made.” - Wird etwas rechtsgrundlos genommen, muss Kompensation geleistet werden.) und unter Verweis auf das Völkerrecht (“Oppressed people of overseas territories have a right to self government and self determination.” - Unterdrückte Völker in Überseegebieten haben ein Recht auf Selbstregierung und Selbstbestimmung") beanspruchten sie "territoriale Kompensation" durch die Errichtung eines unabhängigen schwul-lesbischen Staates. Als dessen Territorium wählten sie die bis dahin unbewohnten Korallenmeerinseln.

## Unabhängigkeitserklärung
Nachdem die Aktivisten am 14. Juni 2004 mit ihrem Schiff Gayflower (in Anlehnung an Mayflower) Cato Island erreichten und dort die Regenbogenflagge aufstellten, riefen sie ihren unabhängigen schwul-lesbischen Staat aus.
Eine Gedenktafel an der Nordöstlichen Spitze Cato Islands erinnert an diesen historischen Moment:
"On the 14th day of June 2004, at this highest point in the Coral Sea, Emperor Dale Parker Anderson raised the gay rainbow flag and claimed the islands of the Coral Sea in his name as homeland for the gay and lesbian peoples of the world. God Save our King!"
"Am 14. Tag des Juni 2004, an diesem höchsten Punkt im Korallenmeer, hisste Kaiser Dale Parker Anderson die Regenbogenflagge und beanspruchte die Inseln des Korallenmeers in seinem Namen als Heimat für alle schwulen und lesbischen Menschen dieser Welt. Gott schütze unseren König!"
Mit der Entscheidung zur Sezession von Australien verfassten die Gründer des Königreichs ihre Unabhängigkeitserklärung:
“Homosexual people have honestly endeavoured everywhere to merge ourselves in the social life of surrounding communities and to be treated equally. We are not permitted to do so. In vain we are loyal patriots, our loyalty in some places running to extremes; in vain do we make the same sacrifices of life and property as our fellow citizens; in vain do we strive to increase the fame of our native land in science and art, or her wealth by trade and commerce. In countries where we have lived for centuries, we are still cried down as strangers.... In the world as it is now and for an indefinite period.... I think we shall not be left in peace.”
„Homosexuelle Menschen haben lange danach gestrebt sich in das soziale Miteinander der umgebenden Gesellschaft einzufügen und gleich behandelt zu werden. Das wird uns nicht ermöglicht. Vergebens sind wir loyale Patrioten, unsere Loyalität reicht bis ins Extreme; vergebens bringen wir die gleichen Opfer für Leben und Eigentum, wie unsere Mitbürger; vergebens streben wir danach den Ruhm unseres Heimatlandes in Wissenschaft und Kunst, Reichtum und Handel zu steigern. In den Ländern, in denen wir schon seit Jahrhunderten lebten, werden wir noch immer als Fremde diffamiert.... In einer Welt wie sie jetzt ist und auf unbestimmte Zeit bleiben wird.... Denke ich, werden wir niemals in Frieden gelassen werden.“
Von der Amerikanischen Unabhängigkeitserklärung beeinflusst, beginnt auch die Unabhängigkeitserklärung des Königreichs mit den Worten „Wir halten diese Wahrheiten für ausgemacht, dass alle Menschen gleich erschaffen wurden, dass sie von ihrem Schöpfer mit gewissen unveräußerlichen Rechten begabt wurden, worunter sind Leben, Freiheit und das Bestreben nach Glückseligkeit.“ (“We hold these truths to be self-evident, that all people are created equal, that they are endowed by their creator with certain unalienable rights, that among these are life, liberty and the pursuit of happiness.”)
Die Aktivisten errichteten auf Cato Island ein Lager, das sie, nach dem berühmten Nachtklub in London, "Heaven" nannten; es bildete die Hauptstadt des Königreichs. "I Am What I Am" wurde zur Nationalhymne des Königreichs.
Der Anführer des Protests, Dale Parker Anderson, wurde zum Verwalter des Gebietes gewählt und mit der Unabhängigkeit des Königreichs zum König Dale R. erklärt.
Ähnlich wie beim israelischen Rückkehrgesetz hatten LGBT-Personen automatisch dauerhaftes Wohnrecht und Anspruch auf die Staatsangehörigkeit des Schwul-lesbischen Königreichs der Korallenmeerinseln.
Im Juli 2006 begann das Königreich damit, Briefmarken zu verkaufen, „mit dem Ziel ein hohes und ausgeprägtes Ansehen unter der Briefmarken sammelnden Bruderschaft zu entwickeln“. Die Internetseite des Königreichs gab an, dass Tourismus, Fischfang und Briefmarkenverkauf die einzigen wirtschaftlichen Aktivitäten seien.

## Auflösung
Ende 2016 warb die Internetseite des Königreichs für die „Equality Campaign“, die wiederum australische Bürger dazu aufrief, in einer postalischen Umfrage zur gleichgeschlechtlichen Ehe mit „Ja“ zu stimmen, um das Parlament zu einem Umdenken in dieser Frage zu bewegen. Mit der Legalisierung der gleichgeschlechtlichen Ehe in Australien erklärte König Matthew Briggs das Königreich am 17. November 2017 für aufgelöst.